# خصخصة
الخصخصة أو الخوصصة مصطلح حديث نسبياً، وقد أشارت الكتابات الاقتصادية التي عالجت الخصخصة إلى أكثر من مُسمى. فقد قيل «الخصخصة» أو «التخصيص» أو «التحول إلى القطاع الخاص»(هامش)، وكلها مفردات تُفيد حالة انتقال الملكية من المؤسسات الحكومية (ما يُسمى بالقطاع العام) إلى القطاع الخاص. كما تُشير الخصخصة على النطاق الأوسع إلى إدخال قوى السوق وآليات العرض والطلب والمنافسة إلى اقتصاد الدولة. وفي كثير من الحالات (خاصة في وسائل الإعلام غير المتخصصة) يُشير المصطلح – ببساطة– إلى بيع المشروعات العامة للقطاع الخاص. وبين هذين البُعدين المتطرفين عَبَّر الكتاب المختلفين عن معانٍ مختلفة.
والخصخصة لا تقدم قيمة مضافة لموازنة الدولة عند سعر السوق العادل، وإنما فقط تقوم بتحويل أصل من صيغته الحقيقية إلى سيولة نقدية.

## تعريف الخصخصة
عرَّف «دونالد ستون» الخصخصة بأنها: «أي تحويل للملكية أو الإدارة من القطاع العام إلى القطاع الخاص، بشرط أن تتحقق السيطرة الكاملة للقطاع الخاص، والتي لا تتحقق في الغالب إلاّ بالانتقال الفعلي لملكية الأغلبية إلى القطاع الخاص». وعلى العكس من ذلك يُعرف «راما ندام» (1989) الخصخصة بأنها: «سلسلة متصلة عريضة من الإجراءات تمتد بين إلغاء التأميم، من ناحية، ونظام السّوق، من الناحية الأخرى». ويصف الخصخصة بأنها مدى تدخل عمليات المشروع العام داخل نظام قوى السوق، بما فيها التحرير والخروج عن اللوائح الحكومية.
فيما ذهب «لي كوان» إلى تعريف الخصخصة بوصفها «تحويل أو نقل أي نشاط أو تنظيم أي وظيفة من قطاع الأعمال العام، إلى النشاط الاقتصادي الخاص». ويتفق هذا التعريف مع المفهوم الذي قدمه «حسين عمر» للخصخصة بوصفها «تحويل الاقتصاد المصري إلى اقتصاد يعتمد على القطاع الخاص بدرجة كبيرة، وذلك عن طريق بيع الأصول والوحدات الإنتاجية المملوكة للدولة – كلاً أو جزءاً – لقطاع الأعمال العام، إما بشكل مباشر أو عن طريق طرح أسهم الشركة للبيع في الأسواق المالية».
وبناءً على ما سبق، يمكن تعريف الخصخصة بشكل أكثر تحديداً بوصفها مجموعة متكاملة من السياسات والإجراءات، التي تكفل نقل ملكية وإدارة المشاريع العامة أو المشتركة إلى القطاع الخاص، من أجل تحقيق التنمية بالاعتماد على حرية المنافسة، وتشجيع المبادرات الفردية، وتعبئة موارد القطاع الخاص، وإصلاح الجهاز الإداري للدولة، وتبسيط الإجراءات الحكومية.

## مفهوم الخصخصة
تستحوذ عبارة الخصخصة أو التخصيص أو الخوصصة على اهتمام معظم دول العالم سواء كانت متقدمة أو نامية وهي جميعها تسميات لمصطلح اقتصادي باللغة الإنكليزية أو الفرنسية لكلمة (privatisation).
وفي واقع الأمر تحدد جوهر عملية الخصخصة بوصفها مجموعة من السياسات المتكاملة، التي تستهدف الاعتماد الأكبر على آليات السوق، ومباداءات القطاع الخاص والمنافسة، من أجل تحقيق أهداف التنمية والعدالة الاجتماعية. ومن ثَم، لا تقتصر عملية الخصخصة على فكرة بيع وحدات القطاع العام إلى القطاع الخاص، وإنما هي عملية أوسع نطاقاً من ذلك وأعمق مضموناً، حيث تتضمن تحويل ملكية بعض وحدات القطاع العام إلى القطاع الخاص، من أجل الترشيد الاقتصادي ورفع الكفاءة، ثم تنشيط نطاق المنافسة، ثم إلغاء قيام القطاع العام ببعض الأنشطة غير الملائمة له. وإسناد عملية إنتاج الخدمات إلى القطاع الخاص لتحقيق خفض في تكلفة المنتج. وأخيراً تخفيض القيود البيروقراطية على حركة ومباداءات القطاع الخاص.
لا يوجد مفهوم دولي متفق عليه لكلمة الخصخصة، حيث يتفاوت مفهوم هذه الكلمة من مكان إلى آخر ومن دولة إلى أخرى. ولكن لو أردنا تعريف هذه الظاهرة التي أصبحت موضوعا رئيسيا يتم استخدامه في معظم الدول، فانها فلسفة اقتصادية حديثة ذات إستراتيجية، لتحويل عدد كبير من القطاعات الاقتصادية والخدمات الاجتماعية التي لا ترتبط بالسياسة العليا للدولة، من القطاع العام إلى القطاع الخاص. فالدولة، في المفهوم الاقتصادي الحديث، يجب أن تهتم بالأمور الكبيرة كالأمور السياسية والإدارية والأمنية والاجتماعية التي ترتبط بسياستها العليا، أما سائر الأمور الأخرى فيمكن تامينها من قبل القطاع الخاص وذلك في اطار القوانين والأنظمة التي تضعها الدولة وتنظم من خلالها عمل هذا القطاع.
تعددت واختلفت مفاهيم الخصخصة وتعريفها إلى تعدد مجالات تنفيذ هذه الإستراتيجية وإلى تعدد أساليبها، فيتسع التعريف أو يضيق بقدر شموله لهذه الأساليب وتلك المجالات. ونظرا لاهمية تعريف هذه الكلمة قبل الخوض في تفاصيل البحث، فتعرف الخصخصة بانها نقل ملكية أو إدارة نشاط اقتصادي ما، اما جزئيا أو كليا إلى القطاع الخاص أي انها عكس التاميم.
ولا تعتبر الخصخصة بحد ذاتها انما هي عادة ما تكون وسيلة أو اداة لتفعيل برنامج إصلاح اقتصادي شامل ذي محاور متعددة يهدف إلى إصلاح الأوضاع الاقتصادية في دولة ما. ومن هذا المنطلق عادة ما يتزامن مع تنفيذ برامج الخصخصة تنفيذ برامج أخرى موازية ومتناسقة تعمل كل منها في الاتجاه العام نفسه الداعي إلى تحرير كافة الانشطة الاقتصادية في القطاع العام تجاه القطاع الخاص، أي ان الخصخصة يجب أن تواكبها تغييرات جذرية لمفهوم أو فلسفة مسؤولية الدولة من إدارة الاقتصاد ودورها السياسي والاقتصادي والاجتماعي تجاه المزيد من المشاركة للقطاع الخاص.
وللخصخصة منظوران اقتصادي وسياسي فمن المنظور الاقتصادي تهدف عملية الخصخصة إلى استغلال المصادر الطبيعية والبشرية بكفاءة وإنتاجية أعلى، وذلك بتحرير السوق وعدم تدخل الدولة الا في حالات الضرورة القصوى، وعبر أدوات محددة لضمان استقرار السوق والحد من تقلباته. اما من المنظور السياسي فالتخصيص يدعو إلى اختزال دور الدولة ليقتصر على مجالات أساسية مثل الدفاع والقضاء والامن الداخلي والخدمات الاجتماعية، لذا فان التخصيص يتجاوز مفهومه الضيق المقتصر على عملية بيع أصول أو نقل ملكية ليكون بمثابة نقلة اقتصادية واجتماعية وسياسية كبيرة وفلسفة جديدة لدور الدولة.

## نبذة تاريخية
تدخلت الدولة في البلاد المتقدمة بشكل واسع في المجال الاقتصادي في فترة ما بعد الحرب العالمية الثانية من أجل إعادة البناء السريع لاقتصاداتها التي دمرتها الحرب. واتّخذ هذا التدخّل بشكل خاص تأميم المشروعات الاقتصادية الخاصة. أما في البلاد المستعمرة سابقاً فقد اتسع نطاق تدخل الدولة في إدارة الاقتصاد الوطني خلال عقدي الستينيات والسبعينيات في العديد من الدول النامية بصفة عامة.
وكرد فعل للدور الاستعماري، وسعياً في الحصول على الاستقلال الاقتصادي، امتد واتسع تدخل حكومات تلك الدول، وزادت نسبة مشاركتها في النشاط الاقتصادي من خلال تقييد وتنظيم أنشطة القطاع الخاص بصفة عامة والأجنبي منه بصفة خاصة.إن تلك الإجراءات لم تنل اهتمام الدول المتقدمة والنامية على السواء، في توزيع مواردها ما بين القطاع الحكومي والقطاع الخاص إلا في السنوات الأخيرة. وقد نجم عن ذلك أن تضخم حجم القطاع العام، وعجز عن تحقيق ما كان مستهدفا – بعد أن كان ينظر إليه على أنه وسيلة جيدة وفعّالة لتحقيق التنمية الاقتصادية – أصبح عالة عليها.
وإزاء هذه المظاهر السلبية لانخفاض الكفاءة الإنتاجية التخصيصية في وحدات القطاع العام، ساد الاعتقاد لدى حكومات العديد من الدول النامية، بأن القطاع العام بات أكبر مما ينبغي، وان تكلفة الاحتفاظ به أصبحت مرتفعة على اقتصادها، وتطلعت حكومات تلك الدول إلى التطبيق الجاد لبرامج الإصلاح الاقتصادي في ظل معونات مالية وفنية من البنك الدولي وصندوق البنك الدولي. واتخذ الإصلاح الاقتصادي مسارات واتجاهات عديدة برز منها ما عرف في الأدب الاقتصادي بالخصخصة أو التخصيص. وأصبحت الخصخصة منهجا وأسلوبا اعتمد عليه العديد من الدول النامية والمتقدمة للتخلص من الحجم الزائد للقطاع العام وتحقيق الكفاءة الاقتصادية بصفة عامة والكفاءة الإنتاجية في وحدات القطاع العام بصفة خاصة.

## أشكال الخصخصة

### الخصخصة الكاملة
وتعني البيع الكلي للمشاريع العامة وتحويلها إلى الملكية والإدارة الخاصة، إضافة إلى بيع الدولة حقها كلياً.

### الخصخصة الجزئية
وتعني جعل المشاريع العامة تؤدي وظائفها كما لو كانت مشاريع خاصة، تخضع لقواعد السوق التنافسية نفسها. ومن أبرز صورها عقود الإدارة، حيث تعهد الدولة لجهات خاصة ذات كفاءة مسؤولية إدارة كل أو بعض المشاريع العامة، وفقاً لقواعد العمل في السوق التنافسية.

### فك ارتباط المشاريع العامة بالبيروقراطية الحكومية
من خلال إلغاء صور الرقابة الحكومية على الأنشطة الاقتصادية، والاعتماد بدرجة أكبر على قوى السوق وآلياته. ومن أبرز صورها إلغاء سياسات التسعير الجبري، والاستغناء عن العمالة الفائضة بالمشاريع العامة، وترشيد الدعم الحكومي للمشاريع العامة، وتعديل التشريعات العمالية لتتواءم مع التوجهات الجديدة.

## أهداف الخصخصة
الخصخصة هي طريقة تفكير وأداة نفعية تقوم على تصور نظام جديد لتقسيم العمل والمهام الخاصة بالاقتصاد القومي، بين الحكومة والقطاع الخاص. إنه تقسيم للعمل في اتجاه وحيد، هو إمكانية تخلي الحكومة والقطاع العام عن بعض الوظائف والأنشطة للقطاع الخاص، وليس العكس. وتتحدد، في إطار ذلك، أهداف الخصخصة في تحقيق ما يلي:
- رفع مستوى الكفاءة الاقتصادية لإدارة الأموال داخل الدولة.
- تخفيف العبء عن الموازنة العامة للدولة، فيما يتعلق بالدعم الذي تقدمه الدولة للشركات العامة وتعويض خسائرها.
- توسيع قاعدة الملكية للأفراد، والحصول على زيادة في الإنتاج والتصدير وتحسين الجودة.
- توافر حصيلة لدى الدولة من بيع الوحدات العامة، تستطيع أن تواجه بها عجز الموازنة العامة.
- التغلب على عدم كفاءة نظم الرقابة والمحاسبة في الوحدات العامة.

وفي إطار ذلك توجد ثلاثة مقومات رئيسية لنجاح الخصخصة، يمكن تحديدها فيما يلي:
- دعم واقتناع وتفهم من الجماهير العريضة في المجتمع لعملية الخصخصة.
- التزام الحكومة بعملية الخصخصة والعمل على تحقيقها بأسلوب رشيد.
- أن تقترن عملية الخصخصة بعملية إصلاح اقتصادي شاملة، وذلك على أساس أن الخصخصة جزء من سياسات الإصلاح الاقتصادي، وما تشمله من إجراءات تعمل على تحرير الاقتصاد وتنمية روح المنافسة في السوق.

لذا، قصر كل من «فيكـرز» و «وديارو» أهداف الخصخصة على:
- تقليص التدخل الحكومي في القطاعات الصناعية إلى حد كبير.
- رفع الكفاءة الإنتاجية للصناعات المخصخصة.
- حل مشكلات اتخاذ قرارات الإنفاق للقطاع العام.
- توسيع قاعدة الملكية للمساهمين، من خلال تشجيع ملكية العاملين للأسهم.

## أثار ونتائج تطبيقات الخصخصة
قرار الخصخصة يحمل في طياته درجة عالية من المخاطرة للحكومات، التي يكون عليها دائماً التخفيض من درجة المعارضة السياسة والوصول بها إلى معدلات مقبولة، إلى جانب اتخاذ إجراءات مناسبة يمكن أن ينجم عنها برنامج خصخصة ناجح، لإحداث نوع من الرضا والتأييد الشعبي. فالمعروف أن التغيير المنشود لا ينجح دائماً إلا إذا تم عن رغبة واقتناع وإرادة، من الذين يحدثونه أو يتأثرون به؛ أما إذا كان بغير اقتناع منهم فسيلقى المقاومة، خاصة وأن تنفيذ أي سياسة تنموية جديدة يستلزم جهوداً وتضحيات يقع العبء الأكبر منها على أفراد الشعب جميعاً.
كذلك، أثبتت الدلائل العملية أن الخصخصة ترفع من مستوى الأداء، ليس فقط في الدول المتقدمة بل وفي الدول النامية أيضاً. فقد قيّم جلال وآخرون 1974، في دراسة صادرة عن البنك الدولي، المكاسب والخسائر الناتجة عن خصخصة اثنتي عشرة شركة تعمل معظمها في أسواق غير تنافسية في أربع دول مختلفة (تشيلي، وماليزيا، والمكسيك، والمملكة المتحدة)، فوجدوا أن هناك مكاسب تحققت في إحدى عشرة حالة من الحالات الاثنتي عشرة تحت الدراسة، وأنه لا توجد إلا حالة واحدة خسر فيها العاملون على المستوى الإجمالي كنتيجة للخصخصة.
إن نجاح برامج الخصخصة يعتمد –إلى حد كبير– على وضوح الأهداف، التي ترنو الدولة إلى تحقيقها من تحويل عدد من مؤسساتها العامة إلى القطاع الخاص؛ لأن مسار الخصخصة يتحدد بهذه الأهداف. فعلى سبيل المثال: إذا كانت الدولة تعاني ظروفاً اقتصادية صعبة وترغب في زيادة إيراداتها، فقد تبدأ بتخصيص المؤسسات الكبيرة والرابحة؛ أما إذا كانت ترغب في زيادة كفاءة الأداء واستخدام التقنيات الحديثة، فإنها تعمل على إدارة هذه المؤسسات من خلال شراكة مؤسسات أجنبية؛ ولكن إذا كانت ترغب في تحسين مستوى الدخل فإنها سوف تحوّل المؤسسة العامة إلى القطاع الخاص، وهكذا.
إن الخصخصة مستحيلة وفقاً للظروف الحالية لأغلب الدول العربية وذلك بسبب تفشي الفساد وبسبب تطور جوهري تمثل في فشل أغلب الدول النامية أو ما أطلق عليه العالم الثالث اصطلاحاً في ظل تعايش النظامين – الرأسمالي والشيوعي– وصراعهما في الانتقال المتوازن خلال التحول الأول وفي إدراك بواكير التحول الثاني ويرجع ذلك وفقاً لوجهة نظرنا بشكل أساسي للنجاح السلبي لغالبية الدول النامية ومنها الدول العربية بالانتقال بالنظام الإقطاعي من المستوى الجغرافي المكاني للمستوى القطاعي الاقتصادي، حيث سيطر الإقطاع فيما سبق على منطقة جغرافية وعلى ما يقوم عليها ولكن نظراً للتطورات الفكرية المتسارعة والاندماج في الفكر الاقتصادي العالمي فقد أصبحت هذه السيطرة غير مقبولة اجتماعيا طبقاً لنظريات الحقوق المدنية وحقوق الإنسان فعمل هذا النظام الممثل لمصالح حفنة من كبار الملاك وأصحاب الثروات الجدد المرتبطين شخصياً بمراكز اتخاذ القرار ضمن الدول النامية للتخلي عن السيطرة المكانية الجغرافية والاتجاه نحو السيطرة القطاعية وقد نجحوا بذلك نسبياً حيث يلاحظ وجود أفراد يسيطرون على قطاعات اقتصادية كاملة– على الرغم من عدم وجود كفاءة اقتصادية لهم ولمشاريعهم – ضمن الدول النامية مستغلين أنظمة الحصر والسيطرة على الشركات الحكومية العاملة في القطاع أو المسؤولة عن السلعة ومستندين على ارتباطهم بمراكز اتخاذ القرار وبما يكفل لهم فرض جملة من الشروط النوعية التي تحدث فجوة هائلة بين العرض والطلب أو تحقق عملية إذعان وخلال فترة زمنية معينة بما يكفل لهم الحصول على أرباح احتكارية خيالية مع الإشارة لأن العملية السابقة ديناميكية وحركية خلال الزمن.
هذا مع الإشارة لغياب المصلحة الحقيقية لهؤلاء في التطور والارتقاء بمستوى الأداء الاقتصادي ومستوى الكفاءة الإنتاجية وجودة السلعة أو الخدمة خلال التحول الأول وذلك لغياب المنافسة الحقيقية. فكيف يمكن للخصخصة أن تنجح في ظل الفساد المستشري؟ ولكن في الكويت أُقر قانون للخصخصة مع حظر الاستفادة من الخصخصة للوزراء والنواب وأقربائهم من الدرجة الأولى

## تطبيقات عملية للخصخصة
تعني الخصخصة في التعبير الاقتصادي نقل الملكية العامة أو إسناد إدارتها إلى القطاع الخاص. تأخذ الخصخصة أسلوبين، الأول: هو بيع أصول مملوكة للدولة إلى القطاع الخاص. والثاني: هو أن تتوقف الدولة عن تقديم خدمات كانت تضطلع بها في السابق مباشرة وتعتمد على القطاع الخاص في تقديم تلك الخدمات. وتوصف عملية الخصخصة اليوم بأنها ظاهرة عالمية، ويرجع تاريخ أول عملية للخصخصة في العالم، بمعنى قيام شركة خاصة بخدمة عامة كانت تضطلع بها مؤسسة حكومية، يرجع إلى سماح بلدية نيويورك لشركة خاصة بأن تقوم بأعمال نظافة شوارع المدينة عام 1676، أما استخدام الخصخصة كسياسة اقتصادية أو وسيلة عملية لإحداث تحول مبرمج في اقتصاديات الدول فقد بدأ في السبعينيات من القرن العشرين.
وكلمة الخصخصة صار لها أكثر من دلالة سياسية لارتباطها بإنجاز عملية التحول الاقتصادي والاجتماعي في الدول التي كانت تتبع التخطيط المركزي، وكذلك ما تستهدفه الخصخصة من تسهيل اندماج الدول النامية في الاقتصاد العالمي، وإعادة هيكلة اقتصادياتها لتتماشى مع نمط وآليات الاقتصاد الحر. وأصبحت الخصخصة من البنود الأساسية التي يتبناها كل من البنك والصندوق الدوليّين كإحدى المعالجات للأوضاع المالية المتدهورة في الدول النامية، حيث تمثل الملكية العامة في الدول النامية حوالي 10% من الناتج المحلي الإجمالي في المتوسط، الأمر الذي يدل على أن هناك العديد من المؤسسات العامة ما تزال في أيدي الحكومات.

### اتجاهات الخصخصة في الدول النامية
تزايدت وتيرة الأخذ بالخصخصة باعتبارها عنصرًا حاسمًا في عملية التحول الاقتصادي في جميع الدول المتقدمة والنامية على حد سواء، فقد طبقت برامج واسعة في كل من بريطانيا واليابان وهي دول صناعية، كما طبقت في أصغر الاقتصاديات حجمًا مثل نيوزلندا وشيلي. ووفقًا لأحدث تقرير صدر عن منظمة التعاون الاقتصادي والتنمية في 2000، فقد زادت الحكومات في العالم أجمع من بيع أنصبتها في الشركات العامة إلى القطاع الخاص، وبلغت قيمة حصيلة الخصخصة ما يفوق 10% ما تحقق قبل عشرة سنوات، أي ما يعادل 145 مليار دولار أمريكي، وتمت أكبر عملية بيع في إيطاليا، وقيمتها 14 مليار دولار تمثل 34.5% من حجم الأسهم في أكبر شركة عامة للكهرباء.
وخلال السنوات 1996 – 1997 وصلت مبيعات المؤسسات العامة في أوروبا 53 مليار دولار أمريكي، وفي أمريكا اللاتينية 17 مليارًا، وفي آسيا 9 مليارات، ولعل هذا يعكس تناقص دور القطاع العام كمالك للأصول الإنتاجية في الاقتصاد. أما بيانات البنك الدولي الصادرة في عام ألفين فتبين أن الخصخصة صارت اتجاهًا معروفًا خلال العشر سنوات الماضية. فقد زاد عدد الدول التي طبقت برامج وعمليات الخصخصة من 12 دولة في عام 1988 إلى أكثر من 80 دولة عام 1995.
ويذكر أن بيانات البنك الدولي غطت حوالي 88 دولة باعت أصول قيمتها 135 مليار دولار في 3,800 عملية، تقدر كل واحدة منها بأكثر من 50.000 دولار خلال الفترة من 1988 – 1995، وتقسيمها على النحو التالي:
- دول أمريكا اللاتينية قادت عمليات خصخصة بإجمالي مبيعات 54 مليار دولار أو ما يعادل 46% من جملة قيمة الأصول العامة المخصخصة في العالم.
- في شرق آسيا التي احتلت المرتبة الثانية، وصلت المبيعات إلى 28 مليارًا بما يعادل 25% من جملة الأصول العامة المخصخصة في العالم.
- في أوروبا ووسط آسيا بما يشمل دول الاتحاد السوفييتي السابق ودول الاقتصاد المخطط في شرق أوروبا بلغت المبيعات 20 مليارًا بما يعادل 17% من جملة الأصول العامة المخصخصة في العالم.
- حققت بقية دول العالم النامية عمليات بيع نسبتها 12% من جملة المبيعات من الخصخصة في العالم.

## دروس مستفادة من الخصخصة

### التنوع في استخدام أدوات التحول
قامت ماليزيا بمحاولات ناجحة في الخصخصة بدأت في 1982، وشملت أنجح عمليات الخصخصة شركة الخطوط الماليزية، ومجمع حاويات السفن بميناء «كلانغ»، فعند تحويل الخطوط الجوية الماليزية طرحت أسهمها للبيع، وفي الوقت نفسه عرض اكتتاب عام في أسهم جديدة، أما محطة الحاويات فبدأت ببيع الأصول المنقولة وإيجار الأصول الثابتة، وعقد إدارة للقطاع الخاص لمدة سنتين أعقبه بيع الأسهم للمواطنين الماليزيين. والدرس المستفاد من التجربة الماليزية أن الأدوات والسياسات التي استخدمت لإنجاز الخصخصة قد تم اختيارها بعناية، وهي تتراوح بين أكثر الأدوات شمولاً كتصفية المؤسسات العامة تمامًا، وبين أوسطها كبيع أسهم المؤسسة للعاملين وصغار المستثمرين، أو أقلها صرامة كإعادة تنظيم المؤسسة العامة إلى فروع صغيرة أو دمجها في مؤسسة كبيرة، والعناصر المؤثرة في اختيار الوسيلة مرتبطة بالهدف من برنامج الخصخصة، والوضع المالي للمؤسسة العامة، وإمكانية حشد وتعبئة موارد القطاع الخاص، والظروف السياسية المواتية.

### إيجاد بيئة اقتصادية مستقرة
للسياسات الاقتصادية على الصعيد الكلي والقطاعي أهمية بالغة، فالتحول الذي يتم في ظروف التضخم وعدم استقرار الأسعار وتقييد حرية التجارة لا يكتب له النجاح طويلاً، وتجربة سريلانكا خير مثال على ذلك، فعند خصخصة هيئة الاتصالات السلكية واللاسلكية استهدفت الحكومة في البداية الاتفاق على وضع إطار سياسي بوضع قانون ينظم الهيئة وإدارة جديدة، ولم يسمح للقطاع الخاص بالدخول إلا بعد فترة طويلة من ترتيب أوضاع الهيئة.

### تحديد مبادئ توجيهية واضحة
من أهم آثار الخصخصة هو ما يتعرض له العمال والموظفون من فقدان وظائفهم أو وضع شروط مجحفة من قبل الإدارة الجديدة، وهنا تلعب الحكومات دورًا رائدًا في تحديد مبادئ توجيهية، مثل ألا يكون هناك إضرار بالعمالة عند إجراء الخصخصة، وأن يتم استيعابهم بشروط مناسبة وعادلة أو ضمان حصولهم على مكافآت مناسبة. والسماح للعمال بشراء أسهم المؤسسات المخصصة، مما يخفف حدة المعارضة لهذه الخطوة التي غالبًا ما يكون هؤلاء العمال ضحيتها، وهو الدرس الذي تعلمته الدول النامية من تجربة بريطانيا عندما باعت مؤسسة فريت الوطنيـة 82% من أسهمها إلى العمال السابقين والجدد.

### خطورة مقايضة الدَّين الخارجي بملكية المشروعات الوطنية
تنطوي عملية مقايضة الديون الخارجية بحقوق ملكية في المشروعات العامة على عدة مخاطر من أبرزها:
- إن تحويل الأرباح والفوائد والدخول والتوزيعات التي يجنيها الملاك الجدد – خاصة الأجانب – ستؤثر في الأجل المتوسط على زيادة العجز في ميزان المدفوعات، رغم ما يكون في الأجل القصير من تخفيض عبء الدَّين من خلال إلغاء دفع الفوائد والأقساط المستحقة عن الديون التي ستقايض بحقوق الملكية.
- يصبح للأجانب المستثمرين نصيب في الدخل المحلي المخفض، وهو يتضاعف مع زيادة تحويل الديون إلى حقوق ملكية، وسيظل مستمرًّا طالما بقيت المشاريع مملوكة للأجانب.
- إتاحة الفرصة للهيمنة الاقتصادية عبر الشركات متعددة الجنسية من خلال امتلاكها للمشروعات المحلية، ويكون ذلك غالبًا في ضوء امتيازات وضمانات سيتضرر منها البلد مثل حرية تحديد الأسعار والأجور، ونوعية التقنية المستخدمة، والإعفاءات الجمركية والضريبية، الأمر الذي يتعارض مع السياسات القومية.
- تحويل الدَّين الخارجي إلى أصول إنتاجية سيدفع البنك المركزي إلى التوسع لإصدار النقود لمواجهة طلب تحويل الدين الخارجي إلى نقد محلي، مما يسهم في زيادة التضخم وارتفاع الأسعار، ويذكر في هذا الصدد أن تحويـل 5% من الدين المستحق في أربع دول في أمريكيا اللاتينية قد أدى إلى زيادة عرض النقود المحلية بنسب تتراوح بين 33 59%.

### مراعاة المصلحة العامة
لا بد من وضع ترتيبات معقولة ومناسبة تمنع المؤسسة المنقولة إلى القطاع الخاص من الاصطدام بالمصلحة العامة؛ ولذلك نجد بعض الحكومات تختار سياسة الاحتفاظ بالأغلبية في ملكية المؤسسات. وعند إتمام عمليات البيع بالكامل ينبغي توفير الإطار السياسي المناسب لنقل الملكية، خاصة فيما يتعلق بالقرارات الخاصة بنسبة الأسهم المطروحة للمستثمرين المحليين مقابل التي تطرح للمستثمرين الأجانب.

### تجنب القرارات غير المدروسة
من الخطأ أن يتم البيع أو نقل ملكية المؤسسات العامة دون دراسات وافية، فكثيرًا ما أدت القرارات الارتجالية وغير الشورية إلى بيع المؤسسات بأقل من سعرها في السوق إلى مجموعة من أصدقاء الحكومة، وكان ذلك فتحًا لباب من الفساد والرشاوى.

### التدرج والانتقائية
التدرج في إتمام عملية الخصخصة يفضي إلى نتائج إيجابية، وفي المقابل التسرع يؤدي إلى كثير من الفشل في تحقيق الهدف المعلن من الخصخصة؛ لذلك نجد أن بريطانيا التي يضرب بها المثل في تجربة الخصخصة كانت انتقائية ومتدرجة، ولم تتعدَّ عمليات الخصخصة أصابع اليد خلال حكومة المحافظين التي تبنّت هذه السياسة في عهد رئيسة الوزراء مارجريت تاتشر، في الوقت الذي بيعت فيه كل المؤسسات العامة بلا حدود وفي أي وقت في دول الاتحاد السوفييتي السابق، وحسب تعبير أحد السياسيين في هذه البلاد فإن عمليات البيع والخصخصة كانت تتم كل ثلاث أو أربع ساعات. بينما نجد أن التجربة الصينية في الخصخصة كانت متدرجة وانتقائية في آن واحد.

### دور الخصخصة كسياسة اقتصادية للإصلاح المالي
لا يُنْكر دور الخصخصة إذا توخِّيَت شروط نجاحها في تقليل عدم التوازن المالي الذي تعاني منه معظم الدول النامية. ويمكن أن تدلنا أرقام العائدات المالية من عمليات الخصخصة، على أن العديد من الدول بدأت تجني ثمار الخصخصة في الفترة من 1990 –1996، ومثال ذلك البرازيل التي حققت 22.4 مليار دولار، والأرجنتين 16.3 مليارًا، والمكسيك 24.9 مليارًا كنتيجة لعملية الخصخصة. وكذلك الاقتصاديات الصغيرة مثل بيرو التي حققت مليار دولار، والفلبين 3.7 مليارات، وبولندا 3.8 مليارات.
إن عملية التخصيص في ضوء الدروس المستفادة لا بد منها لإطلاق المبادرة الفردية في مجتمعات الدول النامية، ليس على الصعيد الاقتصادي فقط، وإنما لتشمل النواحي الاجتماعية والسياسية، وبغير إزالة القيود أمام إطلاق المبادرات الفردية والخاصة التي في مجموعها تشكل المبادرات الجماعية. ولا سبيل لهذه المجتمعات في الوصول إلى مراقي التحضر، إلا عندما تسود قيم العدل والمساواة والحرية.

## أساليب الخصخصة ودوافعها
أساليب الخصخصة عديدة ومتنوعة وتعتمد في الغالب على القطاع المنوي خصخصته. فهناك الخصخصة عن طريق إعادة هيكلة المؤسسات، وخصخصة عن طريق تنظيم القطاع، وخصخصة عن طريق نقل الإدارة.

### خصخصة عن طريق إعادة هيكلة المؤسسات
وتكون عن طريق تحويل مؤسسة معينة من القطاع العام إلى القطاع الخاص. ومثال ذلك أن تكون للدولة خطوط طيران أو مؤسسة لتنقيب واستخراج المعادن، فخصخصة المؤسسة تكون عن طريق تحويل المؤسسة إلى شركة مساهمة عامة مملوكة للحكومة، ويتم بعد ذلك بيع أسهم الحكومة في تلك الشركة للقطاع الخاص. وبذلك تكون ملكية وإدارة المؤسسة انتقلت من القطاع العام إلى القطاع الخاص. ويتم اللجوء إلى هذا النوع من الخصخصة لعدة أسباب، منها: تفادي الترهل الإداري الذي يكون ظاهرا في المؤسسة مما يؤثر على نوع الخدمة أو السلعة التي تنتجها المؤسسة، تفادي الأعباء المادية الكبيرة التي تكون تفشت في المؤسسة نتيجة الفساد الإداري والتوظيف العشوائي والفائض عن الحاجة والذي يكون أساسه الواسطة والمحسوبية، وأخيرا عدم اكتراث القطاع العام (وافتقاره) لأسس العمل التجاري بحيث تكون المؤسسة تحقق خسائر بدلا من الأرباح. أخيرا لا بد من الإشارة أن الحكومة عادة تبقي جزء من أسهمها في الشركة المخصخصة دون أن تبيعها للقطاع الخاص، وذلك كي تضمن تدفق جزء من أرباح تلك الشركة للخزينة حال تحققها.

### خصخصة عن طريق تنظيم القطاع
يُعتمد هذا الأسلوب من الخصخصة عندما يراد خصخصة قطاع كامل كالكهرباء والاتصالات والنقل (أو حتى جزء كبير من القطاع كالنقل البري أو البحري). وتتم الخصخصة بتحرير القطاع المعني الذي كان محتكرا في السابق من قبل القطاع العام. إلا أن هذا التحرير لا يكون عشوائيا فالقطاع العام يقوم بإنشاء هيئة أو مؤسسة تنظيمية لمراقبة الأمور التنظيمية في القطاع المعني (كهيئة تنظيم قطاع الاتصالات). وتتولى هذه الهيئة كافة الأمور التنظيمية المتعلقة بالقطاع المعني كإصدار الرخص للشركات العاملة في القطاع، تحديد التعرفة، تنظيم المنافسة بين الشركات في القطاع...الخ. وبعد إنشاء هذه الهيئة يحرر القطاع أمام الشركات الخاصة بحيث يكون لها الحق بالتقدم للهيئة المعنية بطلبات ترخيص لإقامة مشاريع ضمن ذلك القطاع. ويتم اللجوء إلى هذا النوع من الخصخصة لعدة أسباب، منها: رفع نوعية، أداء، وسرعة الخدمة المعينة في القطاع المعني، وتطوير القطاع بشكل كامل. فقد تكون الحكومة غير قادرة على الاستثمار في البنية التحتية أو التكنولوجيا المطلوبة لتطوير القطاع، فتنسحب من هذا القطاع لتقوم بدور المنظم بينما تترك للشركات المختلفة مهمة التطوير. فالمنافسة بين مختلف الشركات في القطاع تقتضي رفع مستوى الخدمة عن طريق الاستثمار المباشر في البنية التحتية وموارد التكنولوجيا. وتكون أرباح الحكومة من هذا النوع من الخصخصة بشكل حصة مقتطعة من أرباح الشركات العاملة في القطاع المعني، بحيث تشتمل عادة الرخصة الممنوحة لأي شركة عاملة في القطاع على شرط يتم بموجبة اقتطاع نسبة من أرباح الشركة للحكومة.

### خصخصة عن طريق نقل الإدارة
يُعتمد هذا الأسلوب من الخصخصة لنفس الأسباب المنصوص عليها في الفقرة (1) أعلاه. إلا أنه يتم تبنيه عندما يكون للحكومة مشروع كبير يحتاج لموارد مالية ضخمة لا تستطيع الحكومة توفيرها كتوسعة مطار معين أو إنشاء سكة حديد. فيتم تنفيذ هذا المشروع عن طريق إعطاء شركة خاصة (عادة بموجب عطاء) الحق ببناء وإدارة المشروع لمدة معينة (ما بين 15–30 سنة) والاحتفاظ بمعظم الموارد المالية الناتجة عند إدارة المشروع (BOT: Build، Operate Transfer). ويكون ربح الحكومة في هذا الأسلوب عبارة عن الرسم السنوي الذي تدفعه الشركة التي تدير المشروع للحكومة بالإضافة إلى أيلولة كافة التوسيعات، التحديثات، المباني والبنية التحتية إلى الحكومة بعد انقضاء عقد الإدارة. وهناك أشكال عديدة لهذا الأسلوب من التخاصية وتشمل: MOT, BOOT, BTO, BOO, BLOT، وغيرها، إلا أن هذه الأشكال ذات تطبيقات مغايرة فمنها ما لا يقوم على أساس نقل ملكية المشروع إلى الحكومة بعد فترة العقد.

## الهوامش
هامش تعددت المصطلحات فاختلفت من قطر لآخر: «التمليك، الخوصصة، الخصخصة، التخصيص، التخصيصية، الخوصنة، الأهلية، التفويت، التفريد.»